# Anco (distrito de La Mar)
Anco é um distrito do peru, departamento de Ayacucho, localizada na província de La Mar.

## Transporte
O distrito de Anco é servido pela seguinte rodovia:
- AY-101, que liga a cidade ao distrito de Ayna
- AY-102, que liga a cidade de Tambo ao distrito de Chungui [1][2][3]